# جاده مرگ (فیلم ۲۰۰۶)
جاده مرگ (به هندی: Deadline: Sirf 24 Ghante) یا ضرب‌الاجل فیلمی محصول سال ۲۰۰۶ و به کارگردانی تنویر خان است. در این فیلم بازیگرانی همچون کونکونا سن شارما، عرفان خان، راجیت کاپور، ساندیا مریدول، ذاکر حسین ایفای نقش کرده‌اند.